# Wolfgang Greiner
Wolfgang Greiner (* 1965) ist ein deutscher Wirtschaftswissenschaftler.
Seit 2005 hat er an der Universität Bielefeld den Lehrstuhl für „Gesundheitsökonomie und Gesundheitsmanagement“ inne.

## Leben
Nach einer Ausbildung zum Bankkaufmann studierte Greiner ab 1987 Wirtschaftswissenschaften an der Universität Hannover. Anschließend war er wissenschaftlicher Mitarbeiter am dortigen Institut für Versicherungsbetriebslehre von Prof. Dr. Johann-Matthias Graf von der Schulenburg.
1998 wurde er mit einer Dissertation zu Kosten-Nutzen-Analysen im Gesundheitswesen promoviert, 2004 habilitierte er sich über gesundheitsökonomische Aspekte des Disease Managements.
Zu seinen Forschungsschwerpunkten gehören Krankenversicherung, Lebensqualitätsmessung, Disease-Management-Programme, Gesundheitsökonomische Evaluationen und Health Technology Assessment. 2009 veröffentlichte er eine Studie zur Schutzdauer und Kosteneffektivität des HPV-Impfstoffes. 2014 wies er auf den enormen volkswirtschaftlichen Schaden hin, der durch Grippeimpfungen vermeidbar wäre. 2015 legte er zusammen mit Julian Witte den ersten AMNOG-Report vor, in dem die Auswirkungen der frühen Nutzenbewertung auf den Arzneimittelmarkt analysiert werden.

## Mitgliedschaften, Kommissionen
Er ist seit Jahren Mitglied des Executives und des Boards der EuroQol Research Foundation in Rotterdam und leitet dort die Working Group zur Messung der Lebensqualität von Kindern und Jugendlichen (EQ-5D-Y). Wolfgang Greiner ist ehemaliger Vorsitzender der Deutschen Gesellschaft für Gesundheitsökonomie (dggö) und Vorsitzender des Landesschiedsamtes für die zahnärztliche Versorgung in Niedersachsen.
Greiner ist an der Universität Bielefeld örtlicher Vertrauensdozent der Konrad-Adenauer-Stiftung. Er ist Mitglied in den wissenschaftlichen Beiräten der DAK-Gesundheit und der TK. Er ist zudem stellv. Aufsichtsratsvorsitzender der Kurkliniken in Bad Lippspringe (Medizinisches Zentrum für Gesundheit Bad Lippspringe GmbH – MZG).
Von 2010 bis Ende Januar 2023 war er Mitglied im Sachverständigenrat zur Begutachtung der Entwicklung im Gesundheitswesen, zuletzt als dessen stellvertretender Vorsitzender. Seit Juni 2015 ist er Mitglied des wissenschaftlichen Beirats des Instituts für Qualität und Wirtschaftlichkeit im Gesundheitswesen (IQWiG) und seit August 2018 Mitglied des wissenschaftlichen Beirats zur Weiterentwicklung des Risikostrukturausgleichs.

## Preise und Auszeichnungen
- österreichischer Preis für Gesundheitsökonomie 1998
- Wissenschaftspreis der Universität Hannover 2000[7]
- Medvantis-Forschungspreis 2002